# جنگ‌های یکپارچگی چین
جنگ‌های یکپارچگی چین یا جنگ‌های وحدت چین نام یک سری از لشکرکشی‌های نظامی بود که در اواخر سدهٔ ۳ پیش از میلاد توسط دولت چین علیه شش حکومت بزرگ دیگر — هان، ژائو، یان، وی، چو و چی — در داخل سرزمین‌هایی که امروزه کشور چین نوین را تشکیل می‌دهد رخ داد. با پایان این جنگ‌ها و نبردها در سال ۲۲۱ پیش از میلاد، دولت چین بیشتر حکومت‌ها را یکپارچه کرده بود و چند سرزمین در جنوب رود یانگ‌تسه را اشغال کرد. سرزمین‌های یکپارچه‌شده و سرزمینی که در اختیار حکومت چین بود، پایه و اساس آغاز دودمان چین را ایجاد کردند.